# Pálosbaracka
Pálosbaracka, 1910-ig Paulisbaracka (Baracka, románul: Barațca, 1939 körül Persicani) falu Romániában, Arad megyében.

## Fekvése
Aradtól keletre, Lippától mintegy hét kilométerre északnyugatra, a Maros jobb partján fekszik, ahol a folyó völgye összeszűkül.

## Népessége

### Etnikai, vallási megoszlás
- 1910-ben 123 lakosából 57 volt magyar, 57 román, nyolc német és egy szerb anyanyelvű; 54 ortodox és ötven római katolikus vallású.
- 2002-ben 222 lakosából 211 volt román és tíz magyar; 195 ortodox, tizenegy római katolikus és kilenc baptista vallású.

## Története
Mint időszakosan lakott település 1885 körül jött létre, miután a magyar állam, a filoxéra elleni védekezés jegyében, 120 holdon kísérleti telepet létesített amerikai eredetű szőlőtövekből, a ópálosi vasútállomás közelében. Az itteni vesszőkkel oltották be Arad-Hegyalja szőlőit, aminek köszönhetően a borvidék déli, vörösbortermő része 1894-ben elkezdte kiheverni a járvány pusztítását. A századfordulón évente átlagosan 1250 vagonnyi dioritot termeltek ki az itteni kőfejtőből. A településen 1946–47-ben épült ortodox templom. A szőlőtelep irodái 1959-ben egy kúriában működtek. 1959-ben a barackai telepet önálló vállalattá alakították, és 1965-re felépült a borászati kombinát új (mára romos) épülete, amelyet 1978 és 86 között kibővítettek. A dolgozók és családjuk számára (a vállalat 1989-ben harmincöt főt foglalkoztatott) egy pár tömbházat is emeltek. 1990-ben még kb. 2500 hektárnyi szőlőterület tartozott a gazdasághoz.

## Látnivalók
- A 20. század elején, Szántay Lajos tervei alapján épített, tornyos kúria, parkkal. Az elcsatolás előttől az államosításig a környéken több aradi család is rendelkezett nyaralóval.

## Gazdaság
- Faipar.[3]
- Gránitbánya.